# Chatham and Lebanon Valley Railroad

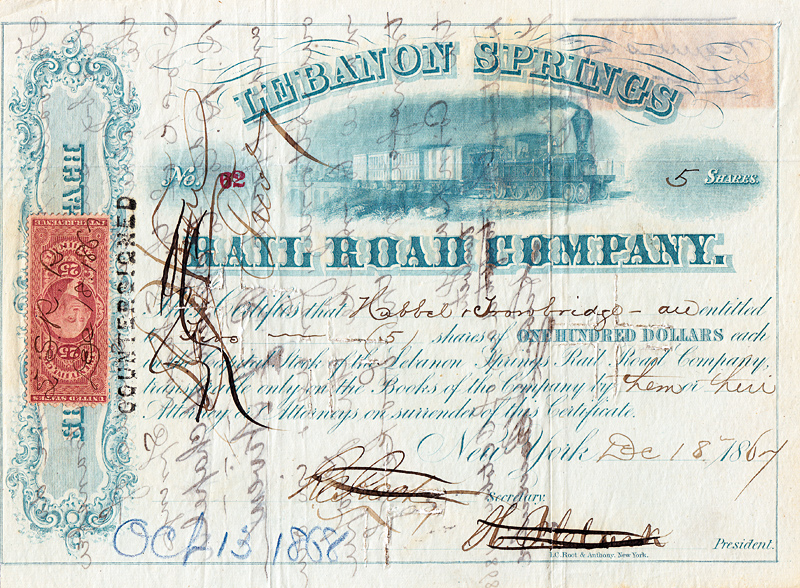
Aktie der Lebanon Springs Rail Road Company vom 18. Dezember 1867

Die Chatham and Lebanon Valley Railroad war eine Eisenbahngesellschaft in Vermont und New York (Vereinigte Staaten). Sie wurde am 28. März 1852 zunächst als Lebanon Springs Railroad gegründet.
Die Gesellschaft wollte die geplante Abzweigung nach Bennington der Western Railroad um etwa 92 Kilometer bis Chatham (New York) verlängern. Der Bau begann noch 1852 und wurde 1854, nachdem sich abzeichnete, dass die Western Railroad mit Finanzproblemen zu kämpfen hatte, eingestellt. Erst Mitte der 1860er Jahre setzte man die Arbeiten fort und die Strecke von Bennington nach Chatham konnte 1869 in Betrieb gehen. Sie verlief von Bennington über Petersburg, Berlin, Stephentown und Lebanon nach Chatham, wo Anschluss an die Boston and Albany Railroad bestand. In Petersburg kreuzte die Strecke die der Troy and Boston Railroad.
Am 1. Januar 1870 fusionierte die Lebanon Springs Railroad mit der Bennington and Rutland Railway, dem Rechtsnachfolger der Western Railroad, zur Harlem Extension Railroad. Die Bennington&Rutland trat am 10. September 1877 aus dieser Fusion aus und die Harlem Extension Railroad wurde 1880 wieder in Lebanon Springs Railroad umbenannt. Nachdem die Gesellschaft am 1. Oktober 1880 in Konkurs ging, kaufte die am 31. Dezember 1883 gegründete New York, Rutland and Montréal Railroad die Bahn am 12. Juni 1885. Sie beabsichtigte, diese wieder mit der Bennington&Rutland zu fusionieren, was jedoch scheiterte. Am 27. Februar 1888 ging die Bahngesellschaft erneut in Konkurs und wurde 1893 wieder als Lebanon Springs Railroad aufgestellt. Schließlich erfolgte am 19. Oktober 1899 die Umgründung in Chatham and Lebanon Valley Railroad.
Die wechselvolle Geschichte der Bahngesellschaft endete am 21. Dezember 1901, als die Rutland Railroad die Bahn aufkaufte. Die Strecke wurde noch bis etwa 1940 im Personenverkehr betrieben, der planmäßige Güterverkehr wurde im Dezember 1952 eingestellt und die Strecke am 19. Mai 1953 stillgelegt.